# Лютовское сельское поселение
Лю́товское се́льское поселе́ние — муниципальное образование в Ливенском районе Орловской области России.
Создано в 2004 году в границах одноимённого сельсовета. Административный центр — деревня Гремячий Колодезь

## География
Расположено северо-восточнее г.Ливны, по берегам реки Ливна Полевая.
Высота местности над уровнем моря колеблется от 242 м до 213 м.
Протяжённость с юга на север составляет 20,5 км, с востока на запад 8 км. 

Общая площадь составляет 10600 га.
На юго-западе Лютовское поселение граничит со Здоровецким сельским поселением. На северо-западе с Дутовским. На севере с Краснозоренским районом. На северо-востоке с Островским сельским поселением, а на юго-востоке с Козьминским сельским поселением.
Водные ресурсы состоят из рек Ливна Полевая и Большой Чернавы.

## Население
| 2010  | 2012  | 2013  | 2014  | 2015  | 2016  | 2017  |
| ----- | ----- | ----- | ----- | ----- | ----- | ----- |
| 1162  | ↗1163 | ↘1130 | ↘1106 | ↘1100 | ↗1101 | ↗1113 |
| 2018  | 2019  | 2020  | 2021  | 2023  |       |       |
| ↘1083 | ↗1085 | ↗1091 | ↘826  | ↘815  |       |       |

## Населённые пункты
В состав сельского поселения (сельсовета) входят 10 населённых пунктов:
| №  | Населённый пункт  | Тип     | Население (чел.) |
| -- | ----------------- | ------- | ---------------- |
| 1  | Воротынск         | село    | ↗464             |
| 2  | Гремячий Колодезь | деревня | ↘188             |
| 3  | Косьяново         | деревня | 42               |
| 4  | Лютое             | село    | ↗162             |
| 5  | Мезенцево         | село    | 27               |
| 6  | Пешково           | деревня | ↘89              |
| 7  | Сдобная Дубрава   | деревня | 9                |
| 8  | Сторожевая        | деревня | 11               |
| 9  | Хвощёвка          | деревня | ↘97              |
| 10 | Чувакино          | деревня | ↘73              |

## История, культура и достопримечательности
Из достопримечательностей следует отметить расположенный недалеко от села Лютое урочище Орешник Лютовский, площадью 62 га. В нём с середины прошлого века организован Лютовский лесной питомник. Также на территории сельского поселения имеются две церкви начала XIX века. В селе Лютое и Мезенцево:225-226.

## Экономика
Имеется два крупных хозяйствующих субъекта. На севере — Коллективное хозяйство «Светлый путь» (Гремячий Колодезь, Пешково, Лютое, Чувакино, Косьяново). На юге СПК «Воротынский» (Хвощёвка, Мезенцево, Сдобная Дубрава, Сторожевая, Воротынск):223.

## Инфраструктура
На территории сельского поселения располагаются 2 сельских Дома Культуры (Лютовский и Воротынский), 2 библиотеки (Лютовская и Воротынская), 2 школы (Хвощевская общеобразовательная средняя и Воротынская основная), 2 отделения связи (с. Воротынск и д. Гремячий Колодезь), 2 магазина райпо, 2 магазина индивидуальных предпринимателей, 1 больница.

## Транспорт и связь
Населенные пункты сельского поселения связаны между собой и районным центром шоссейными дорогами. В качестве общественного транспорта действует автобусное сообщение с Ливнами и маршрутное такси.
В Лютовском сельском поселении работает 1 оператор Орловской области:
- Мегафон, компания ЗАО Соник дуо

## Администрация
Администрация сельского поселения находится в деревне Гремячий колодезь, ул. Центральная, д. 5а.

Её главой является — Воробьёв Алексей Владимирович.